# Сивяково
Сивяково — село в Читинском районе Забайкальского края России. Административный центр сельского поселения «Сивяковское». Основано в 1737 году.

## География
Село находится в центральной части района, на правом берегу реки Дудариной (правый приток Ингоды), на расстоянии примерно 8 километров (по прямой) к юго-юго-западу (SSW) от города Читы (Черновский район), от центра города - 28 км. Абсолютная высота — 662 метра над уровнем моря.
Климат
Климат характеризуется как резко континентальный с продолжительной холодной малоснежной зимой и коротким тёплым летом. Среднегодовая температура воздуха составляет −4,3 — −2,5 °С. Средняя многолетняя температура самого холодного месяца (января) составляет −28 — −20 °С, температура самого тёплого (июля) — 15 — 18 °С. Среднегодовое количество осадков — 300—400 мм.
Часовой пояс
Село Сивяково находится в часовой зоне МСК+6. Смещение применяемого времени относительно UTC составляет +9:00.

## Население
| 2010 | 2021 |
| ---- | ---- |
| 650  | ↗684 |

Половой состав
По данным Всероссийской переписи населения 2010 года в гендерной структуре населения мужчины составляли 46 %, женщины — соответственно 54 %.
Национальный состав
Согласно результатам переписи 2002 года, в национальной структуре населения русские составляли 98 % из 587 чел.

## Инфраструктура
Действуют средняя школа, детский сад, клуб, библиотека и фельдшерско-акушерский пункт.